# Holsten
 For alternative betydninger, se Holsten (flertydig). (Se også artikler, som begynder med Holsten)
54°10′N 9°40′Ø / 54.167°N 9.667°Ø
Holsten (tysk: Holstein plattysk: Holsten, latin: Holsatia) er et område i det nordlige Tyskland, i delstaten Slesvig-Holsten, der oprindelig var beboet af en saksisk stamme Holsten /Holtsaten der kan oversættes med „skovboere“ (gammelsaksisk holt „træ, skov“ og sāt „Sasse, beboer“). 
Det historiske landskab Holsten grænser mod syd til Elbens nedre løb,  mellem Hamborg, der historisk regnes til  Holstein-Stormarn, og Brunsbüttel. Herfra og mod nord grænser det langs Holstengraben og  Holstenau til  Ditmarsken, der indtil  1559 var en selvstændig  bonderepublik.  Grænsen til landsdelen Slesvig gik langs nutidens Kielerkanalen og de  på nogle strækninger sammenfaldende floder Ejderen og  Levensau. Byerne  Rendsburg og Kiel ligger langs denne linje, og regnes med deres historiske bykerner til Holsten. Fra Kiel til Lübeck når Holsten til Østersøen, men historisk har øen  Fehmarn, der ligger ca. to kilometer fra det holstenske fastland hørt til Slesvig. Hertugdømmet  Lauenburg regnes ikke til landskabet Holsten, hvis  sydødstgrænse, udgøres af den nuværende kreisgrænse mellem   Stormarn og Lauenburg, i en uregelmæssig linje fra Lübeck til  floden Billes udmunding  i Elben tæt ved det centrale  Hamborg. 

## Tidlig historie
Efter folkevandringstiden i den tidlige middelalder var Holsten grænseområde mellem Nordalbingien (del af stammehertugdømmet Sachsen) på kysten af Nordsøen, den slaviske folkegruppe wagriernes områder  i Vagrien som var en undergruppe under obotrittere på kysten af Østersøen og  mod Danerne i Jylland.
Da Karl den Store erobrede hele stammehertugdømmet Sachsen omkring år 800, garanterede han  i  en traktat fra  811  med Hemming af Danmark, området nord for Ejderen til danerne, og  Holsten delt i grevskabrene Stormarn, Holsten og Ditmarsken.

## Grevskab
I  1100-tallet blev hele Holsten samlet som et grevskab (tysk: Grafschaft Holstein) under grev Adolf 2. af Holsten, men i slutningen af samme århundrede blev det sat under pres af danskerne og grev Adolf 3. af Holsten måtte i 1203 overgive landet til Valdemar Sejr. Men efter Valdemar Sejrs nederlag i Slaget ved Bornhøved i 1227 kom Holsten igen under grevernes besiddelse, bortset fra Ditmarsken, som blev en del af Bremen.
Greverne af Holsten fik efterhånden en stor indflydelse i Danmark, særlig i Slesvig, hvor de støttede hertugerne når de var i konflikt med den danske konge.

## Hertugdømme
Da den sidste mandlige arving til grevskabet døde i 1459, blev der igangsat forsøg på  at få de to landområder til at  stå sammen overfor den danske trone. Derfor  blev Christian 1., 5. marts 1460, af adelsmændene i Slesvig og Holsten, valgt  til hertug af Slesvig og greve af Holsten. Sådan kom disse områder i personalunion med Danmark. Forudsætningen var imidlertid at Christian måtte anerkende de holstenske stormænds rettigheder, og at de to områder altid skulle høre sammen, samt indkalde dem til råd én gang om året.
Holsten blev i 1474 ophøjet til et hertugdømme (tysk: Herzogtum Holstein) af kejser Frederik 3. (Tysk-romerske rige) ved at gøre Christian 1. til hertug af Holsten, som blev en del af det tysk-romerske rige som et rigsumiddelbart område. Holsten beholdt denne status helt frem til opløsningen af Det tysk-romerske rige i 1806. Regeringsmagten blev givet ved lenshyldning direkte til kejseren. Valget af hertug eller greve skete på landstingene som blev holdt ved Bornhöved. Folkeforsamlingene på landstingene udviklede si til stænderforsamlinger, kaldt landdage.

## Under oldenborgerne
Da Christian 1. døde, blev regeringsmagten nok en gang delt mellem sønnerne Hans og Frederik. Det førte til delingen i 1490, som fik konsekvenser for Sønderjylland. Fællesregeringen ophørte i Slesvig efter 1713, da den gottorpske del af Slesvig tilfadt kongen, Frederik 4..
I sin rolle som hertug af Holsten var den dansk-norske konge vasal under det tyske rige. Da dette blev opløst i 1806 blev Holstein/Holsten en del af det danske monarki, men fra 1815 samtidig en del af det tyske forbund. I 1848 udbrød der åbent oprør, som blev slået ned i treårskrigen. Forsøg på at indføre en fællesforfatning for kongeriget Danmark og hertugdømmet Slesvig blev stoppet af modstand fra de tyskdominerede stænderforsamlinger i Holsten og Slesvig (tysk Schleswig), som ønskede en sammenslutning af Slesvig og Holsten til en stat. Disse blev støttet af Østrig og Preussen, som erobrede hertugdømmerne i 1864. Slesvig og Holsten blev i 1867 forenet til provinsen Slesvig-Holsten og indlemmet i kongeriget Preussen. Nordslesvig blev i 1920 igen dansk efter folkeafstemningen om Slesvig. Det øvrige Slesvig-Holsten blev fra 1946 en tysk delstat.

## Eksterne kilder og henvisninger
1. ↑  Privileg von Ripen Gesellschaft für Schleswig-Holsteinische Geschichte

- Holstein (Geschichte) i Meyers Konversationslexikon